# Tunnel (Esch/Sauer)
Der 85 m lange Tunnel Esch/Sauer (Kanton Wiltz) ist neben dem Straßentunnel Këtschleedschesbierg der zweite innerhalb der Gemeinde. Er wurde 1954 für den Verkehr freigegeben.
Er unterquert mit einer Länge von 85 m den Felsen, auf den die mittelalterliche Burg Esch „thront“. Durch den Tunnel verläuft – wie beim Këtschleedschesbierg auch – die N  / CR 316.
Der Tunnel ermöglicht es, die Zufahrtsstraße Rue de Lultzhausen zur Betriebszentrale des Obersauer-Stausees der SEO (Société Electrique de l’Our S.A.) erreichen zu können, ohne durch den sehr engen Ortskern rund um die Sauerschleife fahren zu müssen.